# Campeonato Uruguaio de Futebol de 2023
O Campeonato Uruguaio de Futebol de 2023 foi a 120ª edição da primeira divisão do futebol uruguaio organizado pela AUF, correspondente ao ano de 2023. O Nacional jogou como o defensor do título.
O Liverpool de Montevidéu foi o campeão da competição, enquanto o Peñarol foi o vice-campeão.

## Sistema de disputa
O sistema para esta edição, assim como na edição de 2022, consistirá em um formato com três torneios: Apertura, Intermedio e Clausura. Tanto o Apertura quanto o Clausura são jogados pelas 16 equipes em 15 rodadas no sistema de todos contra todos.
Para determinar o campeão uruguaio da temporada, é jogada uma semifinal entre os campeões do Apertura e do Clausura, levando o vencedor à final contra o clube com mais pontos na tabela anual.
Em relação às vagas para as competições internacionais, o processo é o seguinte:
1. O campeão uruguaio se classificará como Uruguai 1 para a Copa Libertadores do ano seguinte.
2. O vice-campeão (perdedor da final do campeonato, se disputada; caso contrário, o melhor colocado na tabela anual excetuando o campeão) se classificará como Uruguai 2 para a Copa Libertadores do ano seguinte.
3. O melhor colocado na tabela anual tirando o campeão e o vice se classificará como Uruguai 3 para a segunda fase prévia da Copa Libertadores do ano seguinte. O Uruguai 4, que disputará a primeira fase prévia da Copa Libertadores do ano seguinte, será o sucessor na tabela anual.
4. O campeão do Apertura ou do Clausura que não se sagrou campeão ou vice do campeonato uruguaio nem conseguiu a classificação prevista no item 3 se classificará como Uruguai 1 para a Copa Sul-Americana do ano seguinte.
5. Os clubes que não forem contemplados pelos itens anteriores e que obtenham as melhores classificações na tabela anual se classificarão para a Copa Sul-Americana do ano seguinte, correspondendo ao posicionamento na tabela anual.
6. Caso a Conmebol amplie de forma permanente ou temporária as vagas para os clubes uruguaios para qualquer competição internacional que ela organize, a classificação às mesmas sairá da tabela anual da respectiva temporada.

### Critérios de desempate
- Total de pontos.

Se houver duas equipes empatadas em pontos:
1. Jogo extra, em caso de empate em pontos entre duas equipes na primeira colocação.

Se houver mais de duas equipes empatadas em pontos: 
1. Saldo de gols;
2. Gols marcados;
3. Confronto direto;
4. Jogo extra, no caso de duas equipes ainda estarem empatadas em primeiro lugar.
5. Sorteio.

## Equipes participantes

### Trocas de divisões
Um total de 16 equipes disputam o campeonato, incluindo 13 equipes da Primera División de 2022 e 3 equipes que subiram da Segunda División de 2022.
| Clube  | Subiu como                                       |
| ------ | ------------------------------------------------ |
| Racing | Campeão da Segunda División de 2022              |
| La Luz | Vice-campeão da Segunda División de 2022         |
| Cerro  | Vencedor do Play-Off da Segunda División de 2022 |

| Clube     | Rebaixado como                        |
| --------- | ------------------------------------- |
| Albion    | 14° na Tabela de rebaixamento de 2022 |
| Rentistas | 15° na Tabela de rebaixamento de 2022 |
| Cerrito   | 16° na Tabela de rebaixamento de 2022 |

### Informação das equipes
| Equipe                 | Cidade                 | Estádio                     | Capacidade | Fundação                | Títulos | Vice | 2022 |
| ---------------------- | ---------------------- | --------------------------- | ---------- | ----------------------- | ------- | ---- | ---- |
| Boston River           | Trinidad               | Centenario                  | 60.235     | 20 de fevereiro de 1939 | —       | —    | 4°   |
| Cerro                  | Montevidéu             | Estádio Luis Tróccoli       | 35.000     | 01 de dezembro de 1922  | —       | 1    |      |
| Cerro Largo            | Melo                   | Ubilla                      | 10.000     | 19 de novembro de 2002  | —       | —    | 11°  |
| Danubio                | Montevidéu             | Jardines del Hipódromo      | 18.000     | 1 de março de 1932      | 4       | 4    | 8°   |
| Defensor Sporting      | Montevidéu             | Estádio Luis Franzini       | 16.000     | 15 de março de 1913     | 4       | 10   | 7°   |
| Deportivo Maldonado    | Maldonado              | Domingo Burgueño Miguel     | 17.172     | 25 de agosto de 1928    | —       | —    | 3º   |
| Fénix                  | Montevidéu             | Parque Capurro              | 5.097      | 7 de julho de 1916      | —       | —    | 10°  |
| La Luz                 | Montevidéu             | Parque Liebig's             | 6.000      | 19 de abril de 1929     | —       | —    |      |
| Liverpool              | Montevidéu             | Belvedere                   | 7.780      | 15 de fevereiro de 1915 | —       | 1    | 2°   |
| Montevideo City Torque | Montevidéu             | Estádio Centenario          | 60.235     | 26 de dezembro de 2007  | —       | —    | 12º  |
| Montevideo Wanderers   | Montevidéu             | Parque Alfredo Víctor Viera | 9.000      | 15 de agosto de 1902    | 3       | 8    | 9°   |
| Nacional               | Montevidéu             | Gran Parque Central         | 34.000     | 14 de maio de 1899      | 49      | 45   | 1º   |
| Peñarol                | Montevidéu             | Campeón del Siglo           | 40.700     | 28 de setembro de 1891  | 51      | 40   | 6°   |
| Plaza Colonia          | Colonia del Sacramento | Juan Gaspar Prandi          | 3.000      | 22 de abril de 1917     | —       | —    | 13°  |
| Racing                 | Montevidéu             | Parque Palermo              | 4.072      | 6 de abril de 1919      | —       | —    |      |
| River Plate            | Montevidéu             | Saroldi                     | 5.165      | 11 de maio de 1932      | —       | 1    | 5°   |

## Torneo Apertura
O Torneo Apertura foi o primeiro torneio da temporada de 2023. Começou em 4 de fevereiro.

### Classificação
| Pos | Equipe                 | Pts | J  | V  | E | D | GP | GC | SG  | Classificação                    |
| --- | ---------------------- | --- | -- | -- | - | - | -- | -- | --- | -------------------------------- |
| 1   | Peñarol                | 34  | 15 | 10 | 4 | 1 | 25 | 11 | +14 | Semifinal do Campeonato Uruguaio |
| 2   | Nacional               | 29  | 15 | 8  | 5 | 2 | 28 | 10 | +18 |                                  |
| 3   | Defensor Sporting      | 25  | 15 | 6  | 7 | 2 | 27 | 14 | +13 |                                  |
| 4   | Cerro Largo            | 25  | 15 | 6  | 7 | 2 | 13 | 10 | +3  |                                  |
| 5   | Montevideo Wanderers   | 23  | 15 | 6  | 5 | 4 | 16 | 12 | +4  |                                  |
| 6   | Liverpool              | 20  | 15 | 6  | 5 | 4 | 24 | 19 | +5  |                                  |
| 7   | River Plate            | 20  | 15 | 5  | 5 | 5 | 17 | 19 | −2  |                                  |
| 8   | Deportivo Maldonado    | 20  | 15 | 5  | 5 | 5 | 18 | 23 | −5  |                                  |
| 9   | La Luz                 | 18  | 15 | 5  | 4 | 6 | 23 | 27 | −4  |                                  |
| 10  | Cerro                  | 16  | 15 | 3  | 7 | 5 | 13 | 16 | −3  |                                  |
| 11  | Montevideo City Torque | 16  | 15 | 3  | 5 | 7 | 15 | 24 | −9  |                                  |
| 12  | Plaza Colonia          | 16  | 15 | 4  | 4 | 7 | 14 | 25 | −11 |                                  |
| 13  | Danubio                | 15  | 15 | 3  | 6 | 6 | 20 | 19 | +1  |                                  |
| 14  | Racing                 | 15  | 15 | 3  | 6 | 6 | 13 | 17 | −4  |                                  |
| 15  | Boston River           | 15  | 15 | 2  | 6 | 7 | 15 | 23 | −8  |                                  |
| 16  | Fénix                  | 12  | 15 | 3  | 3 | 9 | 11 | 23 | −12 |                                  |

1. ↑  Foi retirado três pontos do Liverpool, equivalente a partida contra o Boton River na 13ª rodada, devido a um jogador escalado na partida sem o Cartão de Futebolista.
2. ↑  Foi retirado um ponto do La Luz, equivalente a partida contra o Montevideo City na 4ª rodada, devido a um jogador escalado na partida com contrato vencido.
3. ↑  Foi concedido dois pontos ao Montevideo City pela partida contra o La Luz na 4ª rodada.
4. ↑  Foi concedido três pontos ao Boston River pela partida contra o Liverpool na 13ª rodada.

### Desempenho por rodada
Clubes que lideraram o campeonato ao final de cada rodada:
|          | 1ª  | 2ª  | 3ª  | 4ª  | 5ª  | 6ª  | 7ª  | 8ª  | 9ª  | 10ª | 11ª | 12ª | 13ª | 14ª | 15ª |
| Apertura | FEN | PEÑ | PEÑ | PEÑ | PEÑ | PEÑ | PEÑ | PEÑ | PEÑ | PEÑ | PEÑ | PEÑ | PEÑ | PEÑ | PEÑ |

Clubes que ficaram na última posição do campeonato ao final de cada rodada:
|          | 1ª  | 2ª  | 3ª  | 4ª  | 5ª  | 6ª  | 7ª  | 8ª  | 9ª  | 10ª | 11ª | 12ª | 13ª | 14ª | 15ª |
| Apertura | RAC | PCO | LLU | LLU | RAC | LLU | FEN | LLU | LLU | FEN | FEN | FEN | FEN | FEN | FEN |

### Resultados
| Mandante \ Visitante   | BOR | CRR | CRL | DAN | DFS | DMA | FEN | LLU | LIV | MCT | WAN | NAC | PEÑ | PCO | RAC | RIV |
| ---------------------- | --- | --- | --- | --- | --- | --- | --- | --- | --- | --- | --- | --- | --- | --- | --- | --- |
| Boston River           | —   | 0–3 | —   | 3–3 | 1–0 | —   | —   | —   | 1–3 | —   | 0–1 | —   | —   | 1–1 | —   | 0–0 |
| Cerro                  | —   | —   | 0–0 | —   | —   | 0–0 | 2–0 | 0–0 | —   | 0–2 | —   | 2–2 | —   | —   | 1–0 | —   |
| Cerro Largo            | 2–2 | —   | —   | 1–0 | 0–3 | —   | —   | —   | 1–0 | —   | 0–0 | —   | 0–0 | —   | 2–1 | 2–1 |
| Danubio                | —   | 1–0 | —   | —   | 1–1 | 4–0 | —   | —   | 1–1 | —   | 0–2 | 0–0 | —   | 5–0 | —   | —   |
| Defensor Sporting      | —   | 1–1 | —   | —   | —   | 1–1 | 1–3 | 1–0 | 2–2 | —   | —   | 2–2 | 2–2 | 4–0 | —   | —   |
| Deportivo Maldonado    | 3–2 | —   | 0–0 | —   | —   | —   | 2–0 | —   | —   | 3–2 | —   | 0–0 | —   | —   | 1–1 | —   |
| Fénix                  | 0–0 | —   | 0–0 | 2–1 | —   | —   | —   | 0–2 | —   | 1–2 | —   | —   | —   | —   | 0–1 | 0–0 |
| La Luz                 | 2–1 | —   | 0–3 | 3–1 | —   | 4–2 | —   | —   | —   | 1–1 | 1–3 | —   | 3–4 | —   | 1–3 | 2–2 |
| Liverpool              | —   | 1–1 | —   | —   | —   | 4–2 | 3–1 | 2–3 | —   | 1–0 | —   | —   | 1–0 | 3–1 | —   | —   |
| Montevideo City Torque | 1–1 | —   | 1–2 | 1–0 | 0–3 | —   | —   | —   | —   | —   | 0–1 | —   | —   | —   | 0–2 | 1–1 |
| Montevideo Wanderers   | —   | 3–0 | —   | —   | 1–1 | 0–1 | 0–3 | —   | 1–1 | —   | —   | 0–1 | —   | 0–1 | —   | —   |
| Nacional               | 3–1 | —   | 0–0 | —   | —   | —   | 4–0 | 3–0 | 2–1 | 4–0 | —   | —   | —   | —   | 3–1 | 3–0 |
| Peñarol                | 1–0 | 2–0 | —   | 2–0 | —   | 2–1 | 2–0 | —   | —   | 2–2 | 1–1 | 2–0 | —   | —   | —   | 1–0 |
| Plaza Colonia          | —   | 1–1 | 2–0 | —   | —   | 0–1 | 2–1 | 1–1 | —   | 1–2 | —   | 2–1 | 1–2 | —   | —   | —   |
| Racing                 | 0–2 | —   | —   | 1–1 | 0–1 | —   | —   | —   | 1–1 | —   | 1–1 | —   | 0–2 | 1–1 | —   | 0–0 |
| River Plate            | —   | 3–2 | —   | 2–1 | 0–4 | 3–1 | —   | —   | 2–0 | —   | 1–2 | —   | —   | 2–0 | —   | —   |

## Torneo Intermedio
O Torneo Intermedio foi disputado em 2 grupos, o primeiro formado pelos times que terminaram em posições ímpares no Torneo Apertura, e o segundo pelas equipes em posições pares. Começou em 3 de junho.

### Grupo A
| Pos | Equipe                 | Pts | J | V | E | D | GP | GC | SG  | Classificação              |     | DFS | WAN | DAN | PEÑ | BOR | RIV | MCT | LLU |
| --- | ---------------------- | --- | - | - | - | - | -- | -- | --- | -------------------------- | --- | --- | --- | --- | --- | --- | --- | --- | --- |
| 1   | Defensor Sporting      | 14  | 7 | 4 | 2 | 1 | 11 | 5  | +6  | Final do Torneo Intermedio |     | —   | 2–0 | 2–1 | —   | —   | —   | —   | 3–0 |
| 2   | Montevideo Wanderers   | 12  | 7 | 3 | 3 | 1 | 10 | 6  | +4  |                            |     | —   | —   | 1–1 | 0–0 | —   | 4–0 | 1–1 | —   |
| 3   | Danubio                | 11  | 7 | 3 | 2 | 2 | 6  | 4  | +2  |                            | —   | —   | —   | 1–0 | —   | 0–0 | 1–0 | —   |     |
| 4   | Peñarol                | 10  | 7 | 3 | 1 | 3 | 9  | 9  | 0   |                            | 2–1 | —   | —   | —   | 2–1 | 1–3 | 2–0 | —   |     |
| 5   | Boston River           | 9   | 7 | 3 | 0 | 4 | 8  | 7  | +1  |                            | 0–1 | 0–1 | 1–0 | —   | —   | —   | —   | 4–0 |     |
| 6   | River Plate            | 9   | 7 | 2 | 3 | 2 | 5  | 7  | −2  |                            | 1–1 | —   | —   | —   | 0–1 | —   | —   | 0–0 |     |
| 7   | Montevideo City Torque | 8   | 7 | 2 | 2 | 3 | 8  | 8  | 0   |                            | 1–1 | —   | —   | —   | 3–1 | 0–1 | —   | —   |     |
| 8   | La Luz                 | 4   | 7 | 1 | 1 | 5 | 6  | 17 | −11 |                            | —   | 2–3 | 0–2 | 3–2 | —   | —   | 1–3 | —   |     |

#### Desempenho por rodada
Clubes que lideraram cada grupo ao final de cada rodada:
|         | 1ª  | 2ª  | 3ª  | 4ª  | 5ª  | 6ª  | 7ª  |
| Grupo A | LLU | BOR | DAN | BOR | DFS | DFS | DFS |

### Grupo B
| Pos | Equipe              | Pts | J | V | E | D | GP | GC | SG | Classificação              |     | LIV | CRR | NAC | RAC | FEN | CRL | DMA | PCO |
| --- | ------------------- | --- | - | - | - | - | -- | -- | -- | -------------------------- | --- | --- | --- | --- | --- | --- | --- | --- | --- |
| 1   | Liverpool           | 16  | 7 | 5 | 1 | 1 | 15 | 8  | +7 | Final do Torneo Intermedio |     | —   | —   | 3–0 | 3–2 | —   | —   | 3–2 | 2–2 |
| 2   | Cerro               | 12  | 7 | 3 | 3 | 1 | 6  | 4  | +2 |                            |     | 1–0 | —   | 1–1 | 1–2 | —   | —   | —   | 0–0 |
| 3   | Nacional            | 11  | 7 | 3 | 2 | 2 | 12 | 8  | +4 |                            | —   | —   | —   | —   | 0–1 | 1–0 | 4–0 | 4–1 |     |
| 4   | Racing              | 10  | 7 | 3 | 1 | 3 | 12 | 12 | 0  |                            | —   | —   | 2–2 | —   | —   | —   | 2–0 | 4–1 |     |
| 5   | Fénix               | 9   | 7 | 2 | 3 | 2 | 7  | 5  | +2 |                            | 0–1 | 0–0 | —   | 3–0 | —   | —   | —   | —   |     |
| 6   | Cerro Largo         | 8   | 7 | 2 | 2 | 3 | 8  | 9  | −1 |                            | 1–3 | 0–1 | —   | 2–0 | 2–1 | —   | —   | —   |     |
| 7   | Deportivo Maldonado | 5   | 7 | 1 | 2 | 4 | 7  | 13 | −6 |                            | —   | 1–2 | —   | —   | 1–1 | 0–0 | —   | —   |     |
| 8   | Plaza Colonia       | 4   | 7 | 0 | 4 | 3 | 9  | 17 | −8 |                            | —   | —   | —   | —   | 1–1 | 3–3 | 1–3 | —   |     |

#### Desempenho por rodada
Clubes que lideraram cada grupo ao final de cada rodada:
|         | 1ª  | 2ª  | 3ª  | 4ª  | 5ª  | 6ª  | 7ª  |
| Grupo B | LIV | LIV | LIV | LIV | LIV | LIV | LIV |

### Final do Intermedio
| 30 de julho de 2023 | Defensor Sporting | 0 – 1 | Liverpool     | Parque Alfredo Víctor Viera, Montevideu |
| 16:00 (UTC−3)       |                   |       | 84' Izquierdo | Árbitro: Paulo Cesar Zanovelli          |

## Torneo Clausura
O Torneo Clausura será o terceiro torneio da temporada de 2023. Começou em 18 de agosto.

### Classificação
| Pos | Equipe                 | Pts | J  | V  | E | D | GP | GC | SG  | Classificação                    |
| --- | ---------------------- | --- | -- | -- | - | - | -- | -- | --- | -------------------------------- |
| 1   | Liverpool              | 35  | 15 | 11 | 2 | 2 | 23 | 8  | +15 | Semifinal do Campeonato Uruguaio |
| 2   | Peñarol                | 25  | 15 | 6  | 7 | 2 | 19 | 13 | +6  |                                  |
| 3   | Racing                 | 25  | 15 | 7  | 4 | 4 | 16 | 13 | +3  |                                  |
| 4   | Nacional               | 24  | 15 | 6  | 6 | 3 | 20 | 17 | +3  |                                  |
| 5   | Danubio                | 22  | 15 | 6  | 4 | 5 | 15 | 14 | +1  |                                  |
| 6   | Defensor Sporting      | 21  | 15 | 6  | 3 | 6 | 19 | 13 | +6  |                                  |
| 7   | Montevideo City Torque | 21  | 15 | 6  | 3 | 6 | 21 | 20 | +1  |                                  |
| 8   | Boston River           | 20  | 15 | 6  | 2 | 7 | 17 | 16 | +1  |                                  |
| 9   | Plaza Colonia          | 19  | 15 | 4  | 7 | 4 | 13 | 15 | −2  |                                  |
| 10  | River Plate            | 19  | 15 | 5  | 4 | 6 | 9  | 14 | −5  |                                  |
| 11  | Deportivo Maldonado    | 18  | 15 | 5  | 3 | 7 | 14 | 19 | −5  |                                  |
| 12  | Cerro Largo            | 17  | 15 | 4  | 5 | 6 | 14 | 17 | −3  |                                  |
| 13  | Fénix                  | 16  | 15 | 3  | 7 | 5 | 11 | 15 | −4  |                                  |
| 14  | Cerro                  | 15  | 15 | 3  | 6 | 6 | 12 | 15 | −3  |                                  |
| 15  | Montevideo Wanderers   | 15  | 15 | 4  | 3 | 8 | 13 | 21 | −8  |                                  |
| 16  | La Luz                 | 13  | 15 | 3  | 4 | 8 | 13 | 19 | −6  |                                  |

### Desempenho por rodada
Clubes que lideraram o campeonato ao final de cada rodada:
|          | 1ª  | 2ª  | 3ª  | 4ª  | 5ª  | 6ª  | 7ª  | 8ª  | 9ª  | 10ª | 11ª | 12ª | 13ª | 14ª | 15ª |
| Clausura | BOR | BOR | BOR | BOR | PEÑ | PEÑ | PEÑ | LIV | LIV | LIV | LIV | LIV | LIV | LIV | LIV |

Clubes que ficaram na última posição do campeonato ao final de cada rodada:
|          | 1ª  | 2ª  | 3ª  | 4ª  | 5ª  | 6ª  | 7ª  | 8ª  | 9ª  | 10ª | 11ª | 12ª | 13ª | 14ª | 15ª |
| Clausura | RAC | WAN | CRR | RAC | DAN | WAN | WAN | CRL | CRL | WAN | WAN | WAN | CRL | CRR | LLU |

### Resultados
| Mandante \ Visitante   | BOR | CRR | CRL | DAN | DFS | DMA | FEN | LLU | LIV | MCT | WAN | NAC | PEÑ | PCO | RAC | RIV |
| ---------------------- | --- | --- | --- | --- | --- | --- | --- | --- | --- | --- | --- | --- | --- | --- | --- | --- |
| Boston River           | —   | —   | 0–1 | —   | —   | 2–0 | 1–1 | 1–2 | —   | 2–0 | —   | 2–0 | 0–1 | —   | 1–0 | —   |
| Cerro                  | 1–2 | —   | —   | 1–1 | 1–1 | —   | —   | —   | 0–1 | —   | 0–1 | —   | 1–1 | 1–1 | —   | 1–0 |
| Cerro Largo            | —   | 0–0 | —   | —   | —   | 2–0 | 1–0 | 1–3 | —   | 1–2 | —   | 2–2 | —   | 4–0 | —   | —   |
| Danubio                | 1–1 | —   | 2–0 | —   | —   | —   | 0–0 | 2–1 | —   | 0–1 | —   | —   | 2–1 | —   | 0–2 | 0–0 |
| Defensor Sporting      | 2–0 | —   | 2–0 | 0–2 | —   | —   | —   | —   | —   | 2–0 | 3–0 | —   | —   | —   | 3–0 | 0–1 |
| Deportivo Maldonado    | —   | 2–1 | —   | 1–2 | 2–1 | —   | —   | 1–0 | 0–2 | —   | 3–0 | —   | 0–1 | 0–0 | —   | 0–0 |
| Fénix                  | —   | 1–1 | —   | —   | 1–1 | 1–0 | —   | —   | 1–0 | —   | 1–1 | 1–1 | 0–1 | 1–4 | —   | —   |
| La Luz                 | —   | 1–2 | —   | —   | 1–1 | —   | 0–2 | —   | 0–2 | —   | —   | 0–1 | —   | 1–1 | —   | —   |
| Liverpool              | 2–0 | —   | 3–0 | 1–0 | 2–0 | —   | —   | —   | —   | —   | 2–1 | 0–0 | —   | —   | 2–3 | 2–1 |
| Montevideo City Torque | —   | 1–0 | —   | —   | —   | 5–1 | 1–1 | 1–0 | 2–3 | —   | —   | —   | 2–3 | 2–2 | —   | —   |
| Montevideo Wanderers   | 0–2 | —   | 1–1 | 3–0 | —   | —   | —   | 0–1 | —   | 2–1 | —   | —   | 0–0 | —   | 1–2 | 2–1 |
| Nacional               | —   | 2–1 | —   | 1–3 | 1–0 | 1–3 | —   | —   | —   | 1–1 | 3–1 | —   | 2–2 | 0–0 | —   | —   |
| Peñarol                | —   | —   | 1–1 | —   | 2–1 | —   | —   | 2–2 | 0–1 | —   | —   | —   | —   | 0–0 | 1–1 | —   |
| Plaza Colonia          | 3–2 | —   | —   | 1–0 | 0–2 | —   | —   | —   | 0–0 | —   | 1–0 | —   | —   | —   | 0–1 | 0–1 |
| Racing                 | —   | 0–1 | 1–0 | —   | —   | 1–1 | 2–0 | 1–1 | —   | 1–0 | —   | 1–2 | —   | —   | —   | —   |
| River Plate            | 2–1 | —   | 0–0 | —   | —   | —   | 1–0 | 1–0 | —   | 1–2 | —   | 0–3 | 0–3 | —   | 0–0 | —   |

## Classificação Geral
| Pos | Equipe                 | Pts | J  | V  | E  | D  | GP | GC | SG  | Classificação                                                     |
| --- | ---------------------- | --- | -- | -- | -- | -- | -- | -- | --- | ----------------------------------------------------------------- |
| 1   | Liverpool (C)          | 74  | 37 | 22 | 8  | 7  | 62 | 35 | +27 | Final do campeonato e fase de grupos da Copa Libertadores de 2024 |
| 2   | Peñarol                | 69  | 37 | 19 | 12 | 6  | 53 | 33 | +20 | Fase de grupos da Copa Libertadores de 2024                       |
| 3   | Nacional               | 64  | 37 | 17 | 13 | 7  | 60 | 36 | +24 | Segunda fase da Copa Libertadores de 2024                         |
| 4   | Defensor Sporting      | 60  | 37 | 16 | 12 | 9  | 57 | 32 | +25 | Primeira fase da Copa Libertadores de 2024                        |
| 5   | Montevideo Wanderers   | 50  | 37 | 13 | 11 | 13 | 39 | 39 | 0   | Primeira fase da Copa Sul-Americana de 2024                       |
| 6   | Racing                 | 50  | 37 | 13 | 11 | 13 | 41 | 42 | −1  | Primeira fase da Copa Sul-Americana de 2024                       |
| 7   | Cerro Largo            | 50  | 37 | 12 | 14 | 11 | 35 | 36 | −1  | Primeira fase da Copa Sul-Americana de 2024                       |
| 8   | Danubio                | 48  | 37 | 12 | 12 | 13 | 41 | 37 | +4  | Primeira fase da Copa Sul-Americana de 2024                       |
| 9   | River Plate            | 48  | 37 | 12 | 12 | 13 | 31 | 40 | −9  |                                                                   |
| 10  | Montevideo City Torque | 45  | 37 | 11 | 10 | 16 | 44 | 52 | −8  |                                                                   |
| 11  | Cerro                  | 43  | 37 | 9  | 16 | 12 | 31 | 35 | −4  |                                                                   |
| 12  | Deportivo Maldonado    | 43  | 37 | 11 | 10 | 16 | 39 | 55 | −16 |                                                                   |
| 13  | Boston River           | 41  | 37 | 11 | 8  | 18 | 40 | 46 | −6  |                                                                   |
| 14  | Plaza Colonia          | 39  | 37 | 8  | 15 | 14 | 37 | 57 | −20 |                                                                   |
| 15  | Fénix                  | 37  | 37 | 8  | 13 | 16 | 29 | 43 | −14 |                                                                   |
| 16  | La Luz                 | 35  | 37 | 9  | 9  | 19 | 42 | 63 | −21 |                                                                   |

1. ↑  Foi concedido dois pontos ao Montevideo City pela partida contra o La Luz na 4ª rodada.
2. ↑  Foi retirado um ponto do La Luz, equivalente a partida contra o Montevideo City na 4ª rodada, devido a um jogador escalado na partida com contrato vencido.

## Definição do Campeonato
|  | Semifinal                    | Semifinal |  |  | Final                            | Final | Final |   |
|  |                              |           |  |  |                                  |       |       |   |
|  |                              |           |  |  |                                  |       |       |   |
|  | Liverpool (Campeão Clausura) | 0         |  |  |                                  |       |       |   |
|  | Peñarol(Campeão Apertura)    | 1(pro)    |  |  |                                  |       |       |   |
|  |                              |           |  |  |                                  |       |       |   |
|  |                              |           |  |  | Liverpool (Campeão Tabela Geral) | 2     | 1     | 3 |
|  |                              |           |  |  | Peñarol (Vencedor da Semifinal)  | 0     | 0     | 0 |
|  |                              |           |  |  |                                  |       |       |   |

### Final

#### Ida
| 13 de dezembro de 2023 | Liverpool                          | 2–0 | Peñarol | Montevidéu                                   |  |
| 17:00 (UTC−3)          | T. Vecino 70' · R. Bentancourt 81' |     |         | Estádio: Belvedere Árbitro: Esteban Ostojich |  |

#### Volta
| 16 de dezembro de 2023 | Peñarol | 0–1 (0-3 agr.) | Liverpool          | Montevidéu                                         |  |
| 19:00 (UTC−3)          |         |                | 26' R. Bentancourt | Estádio: Campeón del Siglo Árbitro: Andrés Matonte |  |

## Premiação
| Campeonato Uruguaio de 2023    |
| ------------------------------ |
| Liverpool Campeão (1.º título) |

## Tabela de rebaixamento
Haverá três rebaixados diretos para a segunda divisão de 2024. O critério de rebaixamento definido pela AUF para esta temporada foi o de elaborar uma tabela de promédios somando os pontos obtidos pelas respectivas equipes no Campeonato Uruguaio de 2022 e no Campeonato Uruguaio de 2023, no qual as três piores pontuadoras no final da temporada caem.
Para obter o quociente, soma-se a quantidade de pontos obtidos e se divide entre as partidas jogadas. Em caso de empate no promédio de pontos, deve-se realizar o promédio de saldo de gols (saldo de gols dividido entre as partidas jogadas na primeira divisão nas duas últimas temporadas).
| Pos. | Equipe                     | Pts 2022 | Pts 2021 | Total Pts | Total J | PROM  | Rebaixamento                   |
| ---- | -------------------------- | -------- | -------- | --------- | ------- | ----- | ------------------------------ |
| 1    | Liverpool                  | 74       | 74       | 148       | 74      | 2     |                                |
| 2    | Nacional                   | 81       | 64       | 145       | 74      | 1.959 |                                |
| 3    | Peñarol                    | 59       | 69       | 128       | 74      | 1.73  |                                |
| 4    | Defensor Sporting          | 58       | 60       | 118       | 74      | 1.595 |                                |
| 5    | River Plate                | 60       | 48       | 108       | 74      | 1.459 |                                |
| 6    | Deportivo Maldonado        | 63       | 43       | 106       | 74      | 1.432 |                                |
| 7    | Boston River               | 62       | 41       | 103       | 74      | 1.392 |                                |
| 8    | Racing                     | -        | 50       | 50        | 37      | 1.351 |                                |
| 9    | Danubio                    | 56       | 48       | 104       | 74      | 1.405 |                                |
| 10   | Montevideo Wanderers       | 51       | 50       | 101       | 74      | 1.365 |                                |
| 11   | Cerro Largo                | 40       | 50       | 90        | 74      | 1.216 |                                |
| 12   | Fénix                      | 49       | 37       | 86        | 74      | 1.162 |                                |
| 13   | Cerro                      | -        | 43       | 43        | 37      | 1.162 |                                |
| 14   | Montevideo City Torque (R) | 36       | 45       | 81        | 74      | 1.095 | Rebaixamento à segunda divisão |
| 15   | Plaza Colonia (R)          | 35       | 39       | 74        | 74      | 1     | Rebaixamento à segunda divisão |
| 16   | La Luz (R)                 | -        | 35       | 35        | 37      | 0.946 | Rebaixamento à segunda divisão |

(R) Rebaixado